# 라 가타 (2014년 텔레노벨라)
《라 가타》(스페인어: La gata)는 2014년 방영된 멕시코의 텔레노벨라이다.

## 캐스트
- 마이테 페로니 - Esmeralda Cruz
- 다니엘 아레나스 - Pablo Martínez Negrete
- 에리카 부엔피르 - Blanca Rafaela Sánchez
- 라우라 자파타 - Lorenza de Martínez Negrete
- 마누엘 오헤다 - Fernando de la Santa Cruz